# 関ヶ原 (映画)
『関ヶ原』（せきがはら）は、2017年制作の日本映画。石田三成と徳川家康を主人公に、豊臣秀吉の死から天下分け目の関ヶ原の戦いに至るまでの過程を描いた司馬遼太郎の歴史小説『関ヶ原』の映画化作品。司馬の小説の映画化は、1999年公開の『梟の城』以来18年振りとなる。
監督・脚本は原田眞人、主な出演は岡田准一、役所広司、有村架純、平岳大、東出昌大、松山ケンイチらで、有村は時代劇初挑戦となる。

## あらすじ
冒頭は原作者・司馬遼太郎の少年時の回想シーンから始まる。豊臣秀次係累の処刑場面などにおいて、原作にも史実にもない重大な出来事や設定がある。
石田三成は幼い頃から目端のきく才人で、豊臣秀吉に重用された。天下を取った秀吉が朝鮮に出兵して3年が経過した文禄4年、三成は佐和山城を与えられ、19万石に加増されることが決まっていた。謀反を疑われて自刃した関白秀次の妻妾や侍女たち20名の処刑が決まり、盟友の大谷刑部と共に刑場に立ち会う三成。処刑される侍女たちが直前に、隠し持った刃物で刑吏に立ち向った。くノ一だと気づき、生き残った“初芽”の命を救って配下とする三成。更に、見物人の中で罵声を発した男が島左近だと気付いた三成は、後を追い、自分の家老になるよう懇願した。悪の参謀として嫌われている三成だが、三成自身は不義を嫌い、秀吉が若かりし頃に抱いていた正義の道を貫くことを目指していた。
慶長3年、秀吉が亡くなった。権力拡大の為に諸大名と親しく交流する徳川家康。北政所は淀殿や三成を嫌い家康に付いた。政所には、子供の頃から育てた加藤清正ら7名の譜代大名が付き従っていた。清正ら七将に急襲されて家康の屋敷に逃げ込み、保護される三成。伊賀の忍びである初芽は、各藩に潜入している仲間たちと情報を交換し、三成に注進を続けた。そんな初芽を愛おしく思う三成。会津藩の家老・直江兼続は三成と談合し、家康を挟み撃ちにする計略を授けた。会津が軍を整えていると知り、関東の諸藩に会津討伐を命じる家康。家康が関東で軍を整えている間に、三成は大谷刑部らと畿内で挙兵した。会津攻めを中止して反転し、関ヶ原で西軍と対峙する家康の東軍。
正義の戦いと信じて東軍を迎え撃つ三成。だが、激戦の中にあっても大名たちは両軍とも、戦況を伺い腹を探り合っていた．西軍で戦う覚悟の小早川秀秋。だが臣下たちは秀秋を羽交い締めにして東軍に寝返り、大谷刑部の軍に襲いかかった。追い詰められて腹を切る大谷刑部。勝利を確信して鬨の声を上げる東軍。三成は一人きりで戦場から脱出したが、数日後に追っ手に捕えられた。家康の入城した大津城の正門で晒される三成。自刃しなかったことを嘲笑う大名たち。謝罪する小早川秀秋に、秀秋ら親しい者たちの安堵を確かめる為に生きていたと語る三成。刑場に運ばれる三成を沿道から見送る初芽。「これぞ我が正義」と呟いて、三成は処刑された。

## キャスト
主役と側近
- 石田三成：岡田准一
本作の主人公。豊臣家五奉行。従五位下治部少輔。近江佐和山19万石。略称の「治部」とも呼ばれる。
- 徳川家康：役所広司
本作のもう一人の主人公。東軍の総大将。豊臣家五大老筆頭。正二位内大臣。武蔵江戸250万石（井伊の12万石ら家臣、忠吉の10万石ら一門の所領を含む）。豊臣政権下の最大諸侯。内大臣の通称である「内府」とも呼ばれる。
- 初芽：有村架純
三成の愛妾。藤堂高虎の家臣の娘。
- 島左近：平岳大
三成の腹心。諱は清興。元は筒井家の重臣。
- 井伊直政：北村有起哉
家康の重臣。原作小説に比べ登場場面が多い。
- 本多正信：久保酎吉
家康の側近。

豊臣家および不参加・内応
- 豊臣秀吉：滝藤賢一
天下人。従一位前関白（太閤）太政大臣。直轄領・蔵入地で222万石のほか、三成ら子飼い大名を要地100万石余に封ず。本作映画では尾張言葉で話すことが多い。
- 小早川秀秋：東出昌大
西軍だが寝返る豊臣一門。従三位権中納言・左衛門督。筑前名島30万石余。左衛門督の通称である「金吾」とも呼ばれる。
- 前田利家：西岡徳馬
関ヶ原以前に死亡。豊臣家五大老。従二位権大納言。加賀金沢83万石（うち能登小丸山21万石は前田利政、越中守山32万石は利家の補佐のもと前田利長が統治）。
- 北政所：キムラ緑子
秀吉の正室。
- 淀殿：和田菜々
秀吉の側室。豊臣秀頼の生母。
- 一の台：清水直子
豊臣秀次の正室。

西軍主力
- 上杉景勝：辻本晃良
家康の名目上の敵（西軍の在地大名筆頭格）。豊臣家五大老。従三位権中納言。会津若松120万石。豊臣・徳川に次ぐ大大名。
- 直江兼続：松山ケンイチ
三成の盟友。上杉家家老。従五位下山城守。出羽置賜および陸奥の信達両郡30万石（直轄領は出羽米沢6万石）。石高は大名である三成より多い。
- 宇喜多秀家：生島翔
西軍の戦場での大将格。豊臣家五大老。従三位権中納言。備前岡山57万石。豊臣秀吉の猶子。
- 大谷刑部：大場泰正
左近や直江とともに三成を理解する親友。不治の病で顔を隠している。諱は吉継。従五位下刑部少輔。越前敦賀5万石。上杉景勝とも昵懇。
- 島津惟新入道：麿赤児
従四位下左近衛権少将・兵庫頭。薩摩鹿児島61万石（ただし、大隅富隈の島津義久がなお実権を握る）。西軍で戦場に最後まで残る。
- 安国寺恵瓊：春海四方
毛利家の外交僧。
- 長束正家：猪熊恒和
豊臣家五奉行。従四位下侍従・大蔵大輔。近江水口12万石。
- 前田玄以：川中健次郎
豊臣家五奉行筆頭。正四位下民部卿・法印。丹波亀山5万石。家康の会津攻めを批判し、西軍に属したにもかかわらず戦後処罰を免れる。
- 小西行長：鈴木壮麻
西軍の主戦力。従五位下摂津守。肥後宇土21万石。
- 毛利輝元：山崎清介
西軍の総大将。豊臣家五大老。従三位権中納言。安芸広島112万石（山口の毛利秀元・月山富田の吉川広家らを含む）。豊臣秀頼を守り大坂入城。映画では、極端に登場場面が少ない。
- 増田長盛：中村育二
豊臣家五奉行。従五位下右衛門尉。大和郡山20万石。

東軍主力
- 福島正則：音尾琢真
東軍の戦場における主戦力。従四位下侍従・左衛門尉。尾張清洲20万石。映画では短気で滑稽な小物として、かなり矮小化されている。
- 加藤清正：松角洋平
東軍の在地大名の主力。従五位下主計頭。肥後熊本24万石。
- 黒田長政：和田正人
三成襲撃の七将。従五位下甲斐守。豊前中津12万石。
- 浅野長政：大西孝洋
豊臣家五奉行。従五位下弾正少弼。甲斐甲府20万石（隠居料として武蔵府中1万石）。
- 細川忠興：関口晴雄
三成襲撃の七将。従四位下侍従・越中守。丹後田辺12万石。
- 池田輝政：齋賀正和
三成襲撃の七将。従四位下侍従・武蔵守。三河吉田15万石。
- 浅野幸長：尾崎右宗
三成襲撃の七将。従五位下左京大夫。五奉行である父の浅野長政に代わり甲府の領地を統治。
- 加藤嘉明：西原誠吾
三成襲撃の七将。従五位下左馬助。伊予正木（松山）10万石。
- 本多忠勝：天乃大介
徳川四天王。
- 松平忠吉：吉村界人
徳川家康の四男。

忍者・陪臣・その他
- 蛇白／阿茶：伊藤歩
- 赤耳：中嶋しゅう
- 花野：中越典子
- 妙善尼：壇蜜
- 八十島助左衛門：堀部圭亮
- 島津豊久：三浦誠己
- 長寿院盛淳：たかお鷹
- 中馬大蔵：松島圭二郎
- 柏木源藤：原田遊人
- 毛谷主水：橋本じゅん
- 島信勝：山村憲之介
- 銀亀：宮本裕子
- 柳生又右衛門宗矩：永岡佑
- 柳生五郎右衛門宗章：田島俊弥
- 柳生石舟斎宗厳：辻萬長
- 磯野平三郎：荒木貴裕
- 渡辺甚平：安藤彰則
- 塩野清助：金子太郎
- 蒲生蔵人：井上肇
- 杉江勘兵衛：山口孝二
- 前野兵庫：北岡龍貴
- 前野舞：藤倉みのり
- 多々：荻野みかん
- 李烈：成田瑛基
- 明石掃部：杉山英之
- 大久保猪之助：田邊和也
- 平岡頼勝：塚本幸男
- 於美屋の方：緑茶麻悠
- 於千奈の方：楠本千奈
- 於辰の方：安藤裕子
- 辰姫：高野万優
- 佐吉：河城英之介
- 可児才蔵：田中美央
- 菅六之助：大川ヒロキ
- みや：福富ゆき
- みつ：円地晶子
- 少年：林卓
- かいわれさん：鴨川てんし
- 語り部（司馬遼太郎）：木場勝己

## スタッフ
- 監督・脚本：原田眞人
- 原作：司馬遼太郎「関ヶ原」（新潮文庫刊）
- 音楽：富貴晴美
- 製作：市川南、佐野真之
- 共同製作：中村邦晴、吉崎圭一、弓矢政法、木下直哉、藤島ジュリーK.、宮崎伸夫、広田勝己、東実森夫、大村英治、松田誠司、林誠、杉田成道、荒波修、吉川英作、井戸義郎、鯉沼久史
- 企画：鍋島壽夫
- エグゼクティブプロデューサー：上田太地、豊島雅郎
- プロデューサー：山本章
- プロダクション統括：佐藤毅、中澤サカキ
- 撮影：柴主高秀
- 照明：宮西孝明
- 美術：原田哲男
- 録音：矢野正人
- 編集：原田遊人
- 装飾：籠尾和人
- VFXスーパーバイザー：オダイッセイ
- 衣装：宮本まさ江
- ヘアメイク：竹下フミ
- Bカメラ撮影：堂前徹之
- 音響効果：柴崎憲治
- スクリプター：川野恵美
- 殺陣：森聖二
- アクションコーディネーター：中村健人
- キャスティング：石垣光代
- アシスタントプロデューサー:吉川恵美子
- 助監督：谷口正行
- 馬術指導：田中光法
- 馬担当：芳川透
- 製作担当：鎌田賢一
- 配給：東宝、アスミック・エース
- 製作プロダクション：東宝映画、ジャンゴフィルム
- 製作：「関ヶ原」製作委員会（東宝、アスミック・エース、住友商事、電通、ジェイアール東日本企画、木下グループ、ジェイ・ストーム、朝日新聞社、毎日新聞社、時事通信社、WOWOW、阪急交通社、東急エージェンシー、時代劇専門チャンネル、GYAO、日本出版販売、中日新聞社、コーエーテクモゲームス）

## 製作
監督の原田眞人は1991年から映画化の構想を抱いており、当初は島左近を主役に考え、1998年には主役を小早川秀秋に変更していた。2003年に『ラスト サムライ』に出演した際に目にした合戦シーンに触発されて「日本発の世界戦略時代劇」を作りたいと考えるようになり、主役を島津義弘に変更したが、最終的には小説と同じ石田三成を主役にすることになった。主役の三成役には岡田准一がキャスティングされ、原田は製作を始めたことについて、「岡田さんが三成を演じられる年になるまで、ずっと待っていたから」と語っている。撮影は京都府や滋賀県長浜市などで行われた。3,000人規模のエキストラや400頭の馬を動員し、東本願寺や彦根城などの歴史的建造物を使用して撮影された。

## 地上波テレビ放送
| 回数 | テレビ局   | 番組名（放送枠名） | 放送日       | 放送時間      | 放送分数 | 視聴率 | 備考 |
| ---- | ---------- | ------------------ | ------------ | ------------- | -------- | ------ | --- |
| 1    | テレビ朝日 | 日曜プライム拡大版 | 2019年6月2日 | 21:00 - 23:33 | 153分    |        | 放送枠としては通常より28分後拡大。 20:58 - 21:00に『このあと日曜プライム』も別途放送（テレビ朝日のみ）。 |

- 視聴率はビデオリサーチ調べ、関東地区・世帯・リアルタイム。

## 受賞歴
- 第41回日本アカデミー賞[19]
  - 最優秀撮影賞 : 柴主高秀
  - 最優秀照明賞 : 宮西孝明
  - 最優秀録音賞 : 矢野正人
  - 優秀作品賞
  - 優秀監督賞 : 原田眞人
  - 優秀主演男優賞 : 岡田准一
  - 優秀助演男優賞 : 役所広司
  - 優秀音楽賞 : 富貴晴美
  - 優秀美術賞 : 原田哲男
  - 優秀編集賞 : 原田遊人
- ジャパンアクションアワード2018 ベストアクション作品賞 最優秀賞[20][21]
- 第42回報知映画賞
  - 主演男優賞 : 役所広司

## 特徴・印象など
- 司馬原作にある宇喜多家の御家騒動（坂崎直盛、仲裁した榊原康政）、小山軍議（上杉政繁・堀尾忠氏ら東軍に誘導する発言者。唯一、西軍参加を表明した田丸直昌）、岐阜城陥落（織田秀信）、東西両天秤（鍋島勝茂、九鬼守隆、津軽為信）、奥羽の諸侯（佐竹義宣、伊達政宗）らの群像劇が割愛もしくは大幅に省略されている。
- 登場する大名たちがみな非常に早口で喋るので、史実（特に関ヶ原や桃山時代）に疎い人には会話が分かりにくい（直江や石田が大きな地図で家臣たちに説明するが、画面からすぐに見えなくなる）。槍の動き（突くのではなく敵の槍と穂先を合わせる）が揃っていて美しい。監督の黒澤映画へのオマージュを感じる。などの印象が挙げられている。
- 一方では、朝鮮人の砲撃隊が登場するなど史実にも原作にもない要素が盛り込まれ、「関ヶ原を題材としたフィクション映画」となっている。などの批評もある[22]。
- 徳川軍が関ケ原に進軍するときの貝は、当山派修験の貝で井川等視の演奏。